# ناحیه کراس، شهرستان کارول، آرکانزاس
ناحیه کراس، شهرستان کارول، آرکانزاس (به انگلیسی: Cross Township) یک منطقهٔ مسکونی در ایالات متحده آمریکا است که در شهرستان کرول، آرکانزاس واقع شده‌است. ناحیه کراس ۲۸۴ نفر جمعیت دارد.